# Гресь Вікторія Юріївна
Вікторія Юріївна Гресь (22 лютого 1964) — українська модельєрка та художниця по костюмах.

## Біографія
Народилася у 1964 році в родині військовослужбовця у Байконурі (Казахстан). У 16 років з родиною переїхала до Москви. У 1987 році закінчила факультет прикладного мистецтва Московського текстильного інституту. Під час навчання поставила чотири вистави у студентському театрі при Губкинському інституті. Після закінчення текстильного інституту у 1987 році отримала пропозицію стати художницею по костюмах в Закарпатському музично-драматичному театрі, де пропрацювала до 1991 року.
У 1993 році Гресь відкрила в Ужгороді свою дизайн-студію, а в 1995-му тут відбувся її перший показ. У 1997 році Гресь взяла участь у перших «Сезонах моди» в Києві. У 1998-му в центрі Києва було відкрито бутік Вікторії Гресь «VG», а у 2000-му — зареєстрована торгова марка Victoria Gres. У 2003 році Гресь показала свою колекцію в США і Канаді. У 2005—2007 роках будинок моди Victoria Gres представляв свої колекції на Russian Fashion Week у Москві.
У березні 2006 року в рамках Ukrainian Fashion Week будинок моди Victoria Gres представив лінію одягу та аксесуарів prêt-a-porte під торговою маркою Victoria Gres by GRES. У жовтні 2006-го на ринок вийшла джинсова лінія Gres DENIM, а у грудні Гресь показала ювілейну колекцію Victoria Gres Couture. У 2007 році вона запустила лінію Gres Décor. У 2008 році Гресь створила костюми для світового концертного туру співачки Джанет Джексон. У червні 2014 року Гресь на день інаугурації президента України створила вбрання для першої леді Марини Порошенко.
З 2015 року бренд протягом трьох сезонів брав участь у Mercedes-Benz Kiev Fashion Days, а з 2017 року вирішив перейти на систему «see now buy now» та організовує покази самостійно від тижнів моди.